# Leonor de Aragão, rainha de Chipre
Leonor de Aragão (1333 - Barcelona, 26 de dezembro de 1417) era membro da Casa de Barcelona como filha de Don Pedro de Aragão e sua esposa Jeanne de Foix. Pelo seu casamento com o rei Pedro I, Leonor foi rainha consorte de Chipre. Também foi conhecida como Leonor de Aragão-Gandia.

Brasão da Coroa de Aragão.

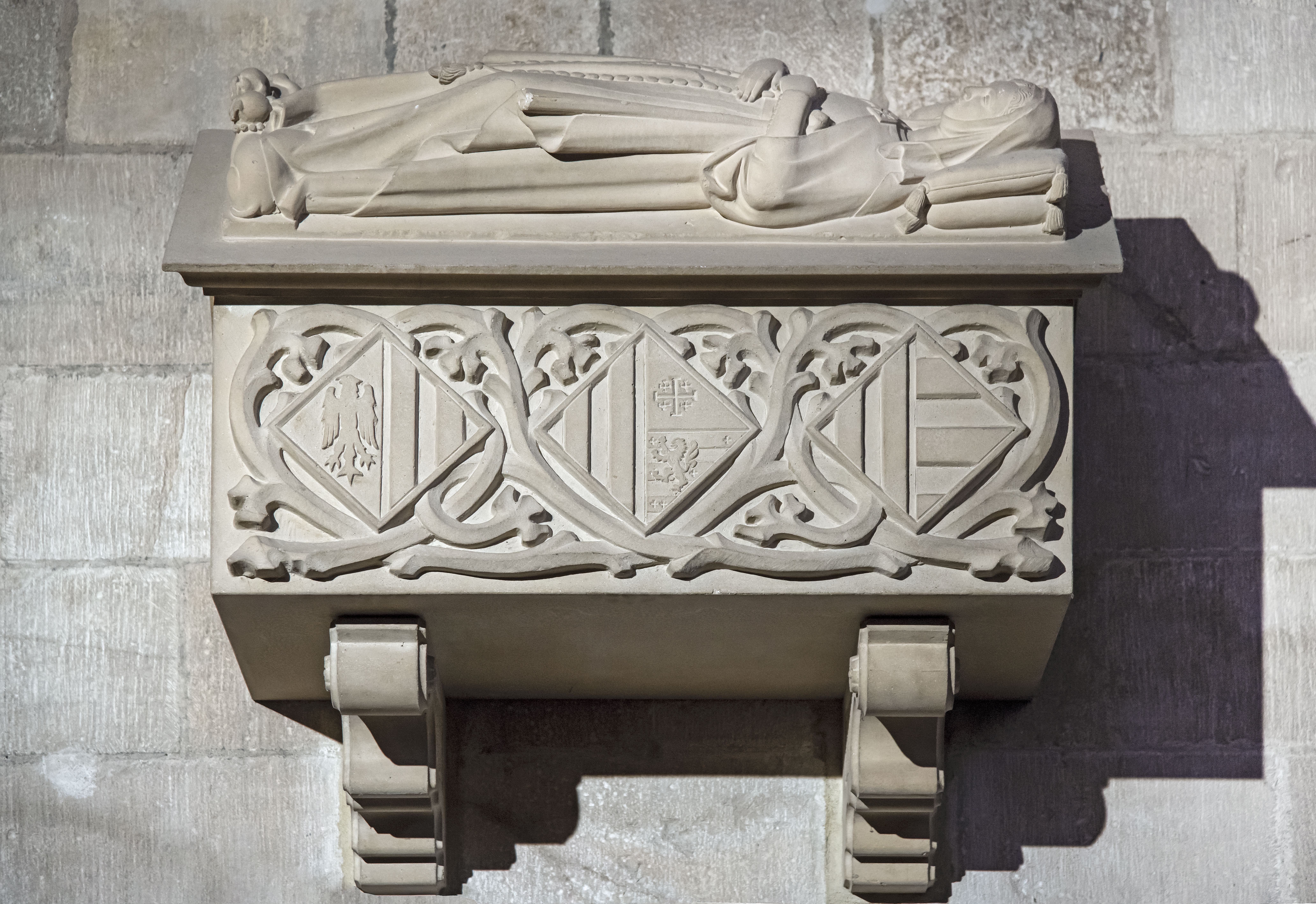
Seu túmulo em Barcelona.

## Família
Os avós paternos de Leonor eram Jaime II de Aragão e sua segunda mulher Branca de Anjou. Os avós maternos eram Gastão I de Foix e sua esposa Joana de Artois. Joana foi filha de Filipe de Artois e Branca da Bretanha. Blanche era filha de João II, Duque da Bretanha e de Beatriz de Inglaterra. Por sua vez, Beatriz era filha de Henrique III de Inglaterra e de Leonor da Provença.
Leonor foi a segunda filha de três; todos os seus filhos eram irmãos. O mais velho, Afonso, foi 1º Marquês de Villena e foi igualmente um de cinco candidatos ao trono de Aragão à morte de Martim de Aragão.